# Cees van den Boogaart
Cees van den Boogaart (Veghel, 15 september 1958) is een voormalig Nederlands voetballer.
Van den Boogaart doorliep de jeugdopleiding van Blauw Geel '38 en PSV en werd destijds geselecteerd voor het Nederlands voetbalelftal onder 15 jaar. In 1977 maakte de talentvolle aanvaller de overstap naar FC VVV. Daar debuteerde hij op 23 september 1978 in het eerste elftal tijdens een uitwedstrijd bij Ajax, als invaller voor Huib Janssen.
Na afloop van seizoen 1978/79 vertrok Van den Boogaart bij de Venlose eredivisionist. Hij speelde vervolgens nog bij de amateurs van SV TOP en vervolgens Blauw Geel '38 waarvan hij ook nog twee jaar trainer was.

## Clubcarrière
| Seizoen         | Club            | Competitie      | Competitie | Competitie | Beker | Beker | Overige | Overige | Totaal | Totaal |
| Seizoen         | Club            | Competitie      | Wed.       | Dlp.       | Wed.  | Dlp.  | Wed.    | Dlp.    | Wed.   | Dlp.   |
| --------------- | --------------- | --------------- | ---------- | ---------- | ----- | ----- | ------- | ------- | ------ | ------ |
| 1977/78         | FC VVV          | Eredivisie      | 0          | 0          | 0     | 0     | 0       | 0       | 0      | 0      |
| 1978/79         | FC VVV          | Eredivisie      | 3          | 0          | 0     | 0     | —       | —       | 3      | 0      |
| Carrière totaal | Carrière totaal | Carrière totaal | 3          | 0          | 0     | 0     | 0       | 0       | 3      | 0      |